# Tocsik-ügy
A Tocsik-ügy akkor kezdődött, amikor Tocsik Márta (1952–2013) ügyvéd ellen 1996-ban csalás gyanújával büntetőeljárás indult. Hosszas vizsgálat és hat ítélet után a büntetőügyben 2004-ben felmentették, védőügyvédje Szőgyényi József volt. A Legfőbb Ügyészség által indított polgári pert azonban 2008 májusában jogerősen elvesztette. Mindezekkel együtt így a Tocsik-ügy a maga több mint tízéves időtartamával az egyik leghosszabb ideig húzódó, a közvélemény figyelmét is felkeltő bírósági ügy volt.

## A büntetőper
Az ügy a Figyelő hetilap által megjelentetett cikkel indult, amely szerint az Állami Privatizációs és Vagyonkezelő Rt. (ÁPV Rt.) megbízott egy ügyvédet, hogy közvetítsen az önkormányzatok belterületi földjeivel kapcsolatos privatizációs ügyleteknél, aki mint utólag kiderült, Tocsik Márta volt. Az ügy akkor vált büntetőperré, amikor szintén rövidesen kiderült, hogy az ügyvédnő az ügylet során 804 millió forintos sikerdíjat vett fel a vagyonkezelőtől, ami csalás és hanyag kezelés vádját vonta maga után a Legfőbb Ügyészség részéről. A büntetőjogi per 1997. november 27-én indult meg a Fővárosi Törvényszéken. Az ügyészség a perben Tocsik Mártát és Liszkai Pétert, az ÁPV Rt. vezető jogászát csalással, az ÁPV Rt. további négy vezetőjét hanyag kezeléssel, Boldvai Lászlót és Budai Györgyöt pedig befolyással üzérkedéssel vádolta.
Első fokon a Fővárosi Bíróság 1999-ben felmentette Tocsik Mártát, majd a Legfelsőbb Bíróság 2000-ben új eljárásra kötelezte. 2002-ben hűtlen kezelésért 4 év börtönre és 640 millió forintos vagyonelkobzásra ítélték, 2003-ban azonban a Legfelsőbb Bíróság felmentette a vádak többsége alól, ugyanakkor magánokirat-hamisítás miatt 400 ezer forint pénzbírságra ítélte.

## A polgári per
A polgári pert Tocsik Márta 2008 májusában elvesztette. A 804 milliós sikerdíjból 80 milliót tarthatott meg a jogerős ítélet alapján, 562 milliót plusz áfa összeget vissza kellett volna fizetnie.
A visszafizetés azonban kétséges volt, ugyanis az APEH már lefoglalta vagyontárgyai jelentős részét. Az ügyvédnő által vezetett, ingatlanokkal foglalkozó cég szerepel az adóhatóság kiemelt adóslistáján is.
Tocsik Márta betegsége következtében 2013 márciusában elhunyt, az év novemberében a sajtó beszámolt arról, hogy emiatt az állam Tocsik örökösein keresi a százmilliókat.